# Liliana Lukin
Liliana Lukin (Buenos Aires, 18 de diciembre de 1951) es una poeta, gestora cultural, curadora y ensayista argentina. 

## Biografía
Egresada de la carrera de Letras de la Universidad de Buenos Aires.
A finales de los años 80 ocupó el cargo de Asesora Literaria del Centro Cultural General San Martín de la Ciudad de Buenos Aires, desde donde organizó el Foro de Literatura Contemporánea y el Primer Foro de Cine Argentino.
Por más de una década trabajó para la Fundación Noble en los "Encuentros de Escritores", editando los "Cuadernos de Narrativa Argentina" con los que realizó un centenar de talleres de Crítica Literaria y promoción de la lectura.
En 2005 fundó Centroimargen, espacio cultural interdisciplinario.
Ha impartido seminarios sobre narrativa argentina, tortura, represión en diversas universidades del mundo.
Liliana Lukin ha publicado numerosos libros de poesía.
Su obra está incluida, entre otras, en: La nueva poesía argentina, por Leopoldo Castilla, Ed. Hiperión, España, 1987; Coloquios del Oficio Mayor, por M.A. Zapata, revista Inti, Brown University, 1987/88, EEUU; Poesía Hispanoamericana: territorio actual, por Julio Ortega, Ed. Pequeña Venecia, Caracas, 1993; Se miran, se presienten, se desean: el erotismo en la poesía argentina, por Rodolfo Alonso, Ed. Ameghino, Buenos Aires, 1997; Poesía argentina 2000, Cuadernos del Matadero, dirigidos por David Viñas, U.B.A., Buenos Aires, 1999; Argentina Fin de Siglo, por Rodolfo Privitera, revista Inti, Brown University, Estados Unidos, 2001; Erótica argentina, por Daniel Muxica, Ed. Manantial, Buenos Aires, 2001; Poetas argentinas (1940-1960), por Irene Gruss, Ed. del Dock, Buenos Aires, 2006 y 200 años de poesía argentina, Ed. Alfaguara, por Jorge Monteleone, Buenos Aires, 2010.
Desde 1975 sus textos han sido traducidos al francés, alemán, portugués, catalán, polaco e inglés, siendo publicados en medios locales e internacionales.

## Premios
- Primer Premio Concurso Nacional de Poesía ECA (Ediciones Culturales Argentinas), Secretaría de Cultura de la Nación, 1985 por Cortar por lo sano
- Mención Especial Premios Nacionales de Literatura 87/88, Secretaría de Cultura de la Nación, por Cortar por lo sano
- Premio Fundación Antorchas, 1989, por Carne de tesoro
- Beca del Fondo Nacional de las Artes, 1997, por Las preguntas
- Subsidio a la Creación Artística 2005 y 2007, Fondo Metropolitano para las Artes, Gobierno de la Ciudad de Buenos Aires, por Teatro de Operaciones. Anatomía y Literatura y Obra reunida. 1978-2008.

## Ámbito artístico
Liliana Lukin despliega su obra desde diferentes ejes conceptuales. Escribe con enfoque filosófico, reflexiona con palabras.
Sus poemas y ensayos se nutren de conceptos como la felicidad, el dolor y la pérdida. Construye escrituras mutables. Las reflexiones poéticas operan desde el cuerpo como móvil. Tensiona dimensiones que van de lo individual a lo colectivo, tocando situaciones de lo histórico y político, pasando por el amor y el poder.

## Obra

### Poesía
- Abracadabra. Buenos Aires: Editorial Plus Ultra, 1978
- Malasartes. Ilustraciones de Guillermo Kuitka. Buenos Aires: Ed. Galerna, 1981
- Descomposición. 1980-82. Buenos Aires: Ediciones de la Flor, 1986
- Cortar por lo Sano. Buenos Aires: Ediciones Culturales Argentinas, 1987 [reedición: Córdoba: Pan Comido, 2013]
- Carne de Tesoro. Buenos Aires: Editorial Sudamericana, 1990
- Cartas. Buenos Aires: Ediciones de la Flor, 1992 [reedición: Buenos Aires: Ediciones del Camino, 2016]
- Las preguntas. Buenos Aires: Ediciones de la Flor, 1998 [reedición: Buenos Aires: Ediciones del Camino, 2016]
- Construcción comparativa. VII poemas. Santa Fe: Ediciones Delanada, 1998
- retórica erótica. Buenos Aires: Ediciones Asunto Impreso, 2002 [edición con fotos y caligrafía de la autora]
- Construcción comparativa. Córdoba: Alción Editora, 2003
- Teatro de Operaciones. Anatomía y Literatura. Ilustraciones Hilda Paz. Buenos Aires: Ediciones en Danza, 2007
- Obra reunida. 1978-2008. Buenos Aires: Ediciones del Dock, 2009
- Libro de buen amor. Buenos Aires: CILCCILCgyygg Ediciones, 2010
- La Ética demostrada según el orden poético. Ilustraciones Gustavo Schwartz. Buenos Aires: Ediciones La Cebra, 2011
- Ensayo Sobre El poder. Posfacio Claudio Martyniuk. Buenos Aires: Wolkowicz Editores, 2015
- El Libro Del Buen Amor. Buenos Aires: Wolkowicz Editores, 2015
- Ensayo sobre la piel. Buenos Aires: Ediciones Activo Puente, 2018

### Ensayos
- „Es presa de sí demasiado“. En: La escritura en escena, Buenos Aires: Ed. Corregidor, 1994.
- „La extranjera, Hélène Cixous“. En: Clarín, 23.03.2002; Revista La Pecera 3 (Mar del Plata, invierno 2002)
- „El cuerpo en Gutural“. En: Estela dos Santos: Gutural y otros sonidos. Córdoba: Alción Editora, 2005

### Obra traducida

#### Al alemán
- „erotische rhetorik“. En: Das Gedicht. Zeitschrift für Lyrik, Essay und Kritik 12.12 (verano 2004-verano 2005, Nackt. Leibes- und Liebesgedichte): 7
- „Episch und rhapsodisch“. En: Mit den Augen in der Hand: argentinische Jüdinnen und Juden erzählen. Edición y traducción: Erna Pfeiffer. Introducción de Saúl Sosnowski, Leonardo Senkman y Florinda F. Goldberg; epílogo de Elisabeth Baldauf. Viena: Mandelbaum Verlag, 2014, 158-167 [= „Épico y rapsódico“]
- Vergleichskonstruktion - Construcción comparativa. Gedichte. Aus dem argentinischen Spanisch übertragen von Eva Srna. Viena: Löcker, 2016 (edition pen, vol. 53). ISBN: 978-3-85409-832-4

#### Al francés
- L’Éthique démontrée selon l’ordre poétique. Traduction Jacques Ancet. Buenos Aires: Teatro de Ideas, 2012 [edición bilingüe; reedición: Paris: Éditions Caractères, 2014]
- Petite Anthologie provisoire. Traduction de Jacques Ancet. Buenos Aires: Teatro de Ideas, 2012 [edición bilingüe]
- Calligraphie de la voix. Poèmes traduits par Jacques Ancet. Thonon-Les-Bains: Éditions Alidades, 2013 [edición bilingüe]

#### Al inglés
- Teatro de Operaciones / Theater of Operations / Anatomía y Literatura / Anatomy and Literature. Translated to English by Natasha Hakimi Zapata. México: Literal Publishing, 2016.

#### Al polaco
- Eseju o władzy, traducción de Ágata Kornacka, Varsovia: Muzeum Historii Polskiego Ruchu Ludowego, Biblioteca Ibérica, 2017 [=Ensayo Sobre El Poder]